# 마곳 로즈
마고 로즈(Margot Rose, 영어 발음: /ˈmɑrgoʊ/, 1956년 7월 17일 ~ )는 미국의 작곡가, 배우이다.
피츠버그에서 태어났다.

## 출연 작품
- All About Christmas Eve (2012) - 엘렌 역
- 할로우 맨 (2000년) - 마샤 크레이머 부인 역
- 시빌 액션 (1998년)
- 다잉 투 러브 (1993년)
- 암흑의 차이나타운 (1989년)
- 미궁의 살인 사건 (1987, Murder Ordained)
- 백만장자 브루스터 (1985년)
- 48시간 (1982년)
- 킬러의 기쁨 (1978년)

### 텔레비전
- 나이트 코트 (1986)
- 스타 트렉: 더 넥스트 제너레이션 (1992)
- 베벌리힐스 아이들 (1996)
- 시카고 메디컬 (1997-98)
- 저징 에이미 (2001-04,)
- 웨스트 윙 (2004)
- 멘탈리스트 (2009)
- 특수범죄 전담반 (2010)
- 위기의 주부들 (2010)